# Margarida Lluïsa d'Orleans
Margarida Lluïsa d'Orleans coneguda a la cort francesa amb el nom de Mademoiselle d'Orléans (castell de Blois, París, Regne de França, 27 de juliol de 1645 - convent de Montmartre, 17 de setembre de 1721) fou una dama francesa que va esdevenir gran duquessa consort de Toscana.
Era filla del duc Gastó d'Orleans i Margarida de Lorena. Fou neta per línia paterna del rei Enric IV de França i Maria de Mèdici, i per línia materna de Francesc II de Lorena i Clàudia de Valois. Fou germana d'Anna Maria Lluïsa d'Orleans, duquessa de Montpensier; i de Francesca Magdalena d'Orleans, casada amb el duc Carles Manuel II de Savoia, alhora que neboda de Lluís XIII de França i cosina de Lluís XIV.
De ben jove fou una de les candidates més ben situades per casar-se amb el seu cosí, el futur Lluís XIV de França, si bé el Cardenal Mazzarino organitzà el seu matrimoni amb el futur Gran Duc Cosme III de Mèdici, que després de tres anys de negociacions es realitzà a la catedral de Florència el 20 de juny de 1661. D'aquesta unió nasqueren:
- Ferran de Mèdici (1663 - 1713), príncep hereu
- Anna Maria Lluïsa de Mèdici (1667 - 1743), casada el 1691 amb Johann Wilhelm von der Pfalz
- Joan Gastó I de Mèdici (1671 - 1737), Gran Duc de Toscana

El matrimoni fou del tot infeliç, i la relació de Margarida amb la seva sogra Victòria della Rovere va ser particularment horrible. Sense adaptar-se a la cort toscana i sense llaços comuns amb el seu marit, el qual tenia un fervor religiós malaltís, Margarida va demanar la separació i el permís per a tornar a França l'any 1675. Renuncià als seus títol i ingressà en un monestir benedictí de Montmartre de París, on morí en solitud el 1721.